# ريان مارتن (منافس ألعاب قوى)
ريان مارتن (بالإنجليزية: Ryan Martin)‏ هو منافس ألعاب قوى أمريكي، ولد في 23 مارس 1989 في لاغونا نيغويل في الولايات المتحدة.

## وصلات خارجية
- ريان مارتن على موقع الاتحاد الدولي لألعاب القوى (الإنجليزية)
- ريان مارتن على موقع اللجنة الأولمبية والبارالمبية الأمريكية (الإنجليزية)